# Isaac Albéniz
Pour les articles homonymes, voir Albeniz.
Isaac Manuel Francisco Albéniz y Pascual, né le 29 mai 1860 à Camprodon (province de Gérone, Espagne) et mort le 18 mai 1909 à Cambo-les-Bains (Pyrénées-Atlantiques, France), est un pianiste et compositeur espagnol. Il est particulièrement renommé pour ses œuvres pour piano inspirées de la musique folklorique espagnole. Francisco Tárrega et Miguel Llobet (pour ne citer qu'eux) ont transcrit pour la guitare un grand nombre de ses pièces. Ces transcriptions participent aujourd'hui grandement à la renommée d'Albéniz.

## Biographie

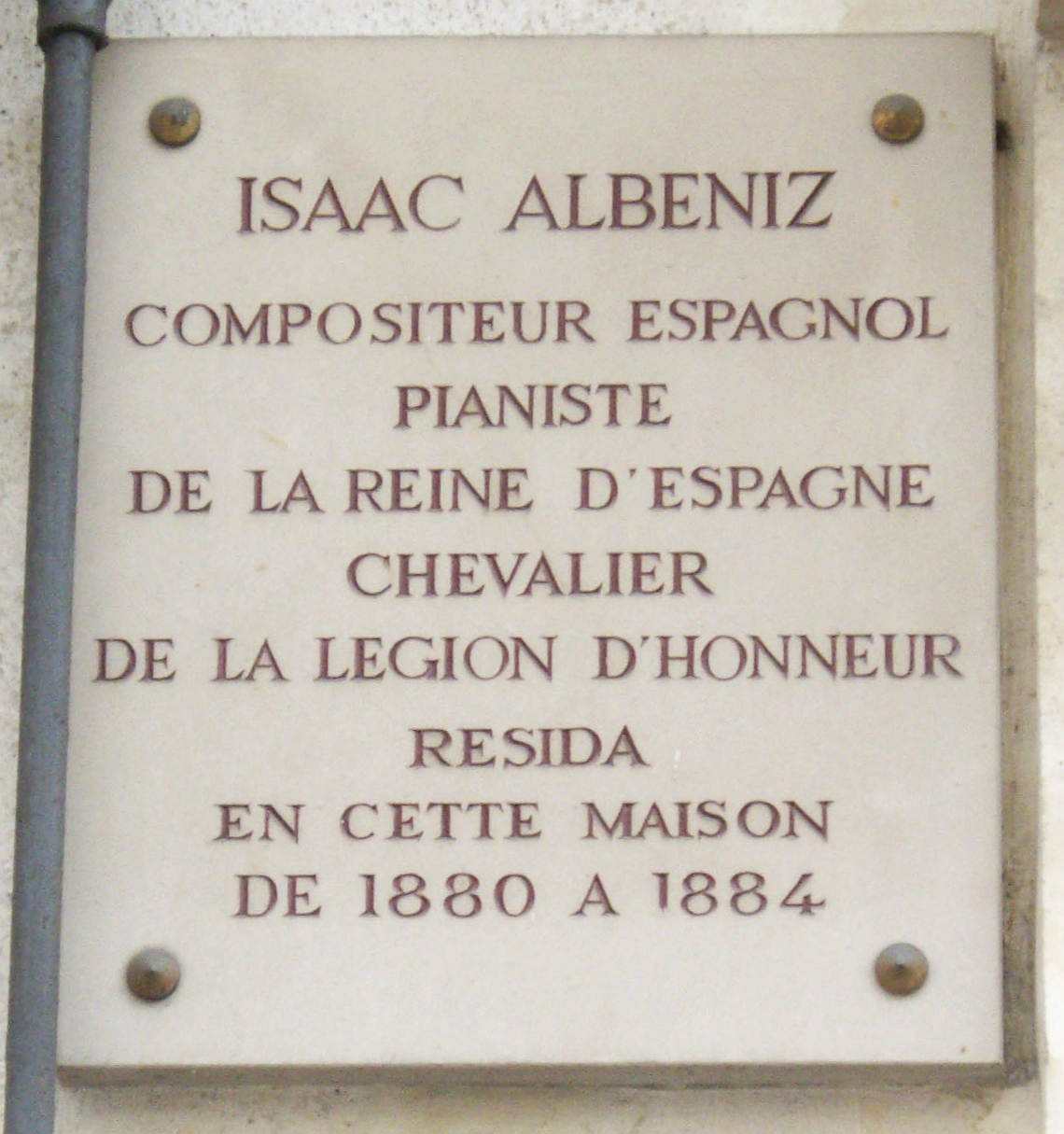
Plaque au no 52 de la rue La Fayette (Paris).

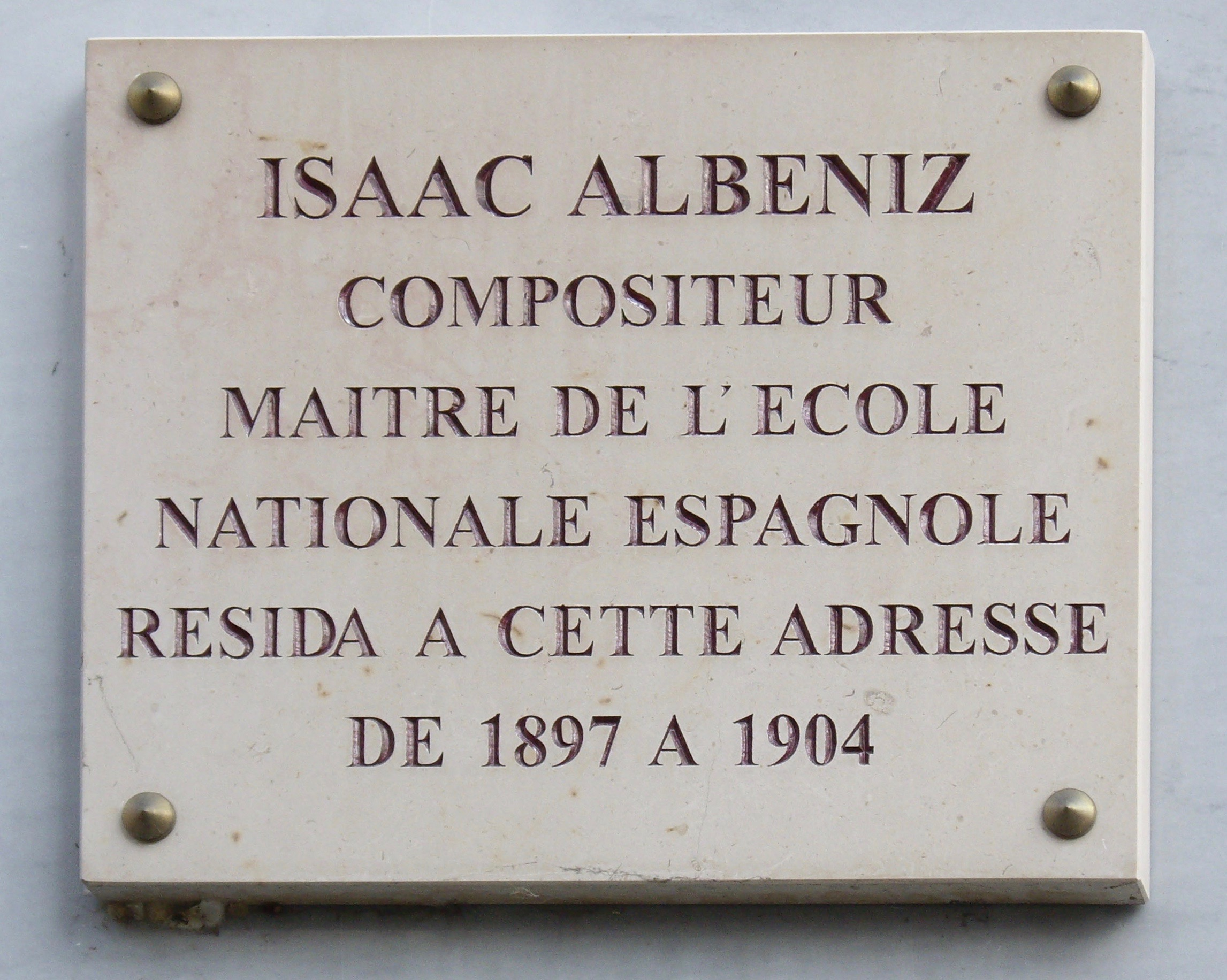
Plaque au no 49 de la rue Erlanger (Paris).

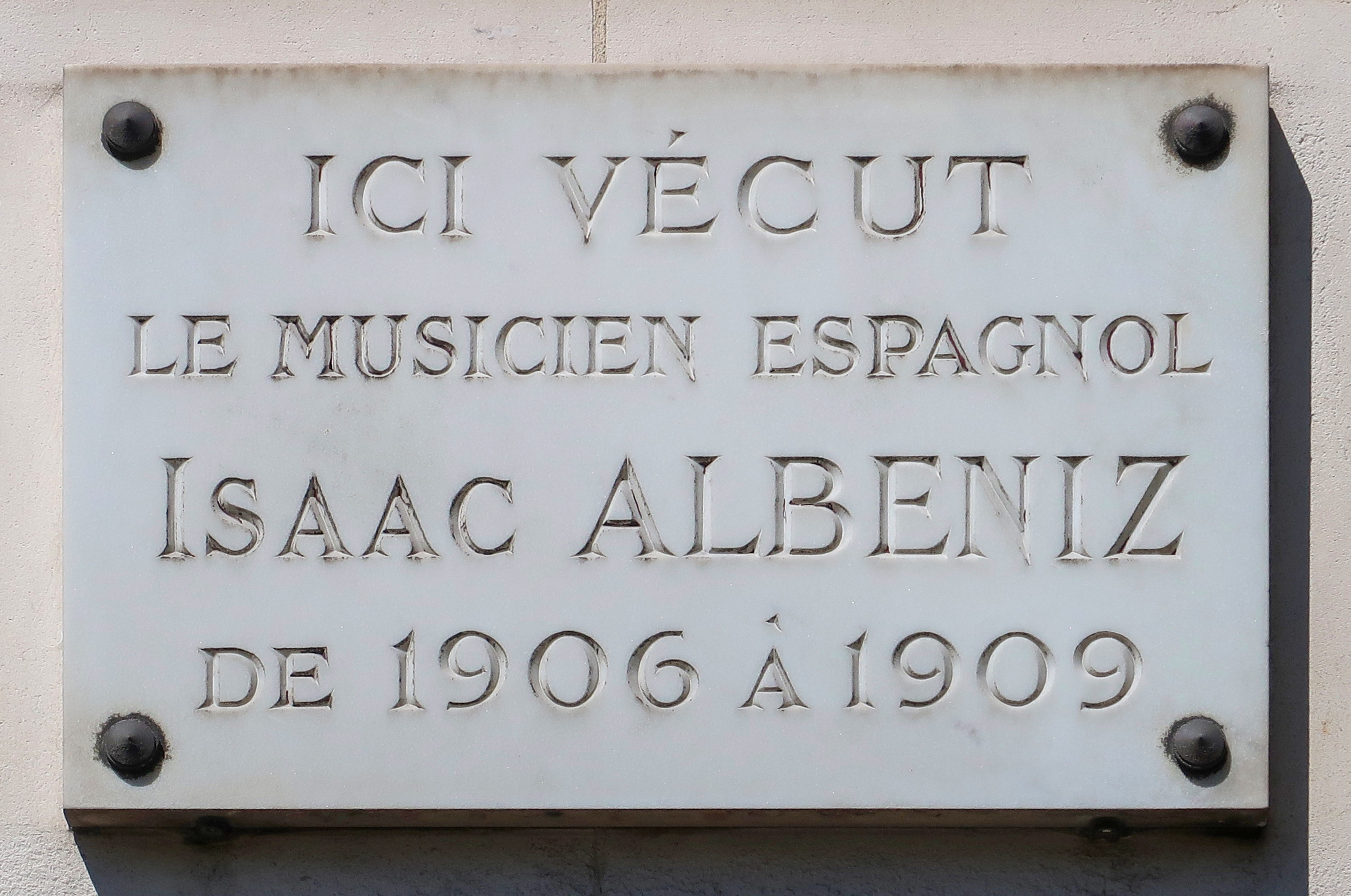
Plaque au no 55 de la rue de Boulainvilliers (Paris).

Bien qu'aucun de ses parents ne soit musicien, le jeune Isaac commence très tôt à étudier le piano. Il donne son premier concert à l'âge de quatre ans au Théâtre Romea à Barcelone, suscitant une vive admiration. Des gens allèrent vérifier derrière le rideau de la scène si un autre pianiste n'y était pas caché[réf. nécessaire].
Lorsqu'il a sept ans, le jeune prodige est amené à Paris par sa mère pour être admis au Conservatoire. Il prend également des cours avec Antoine-François Marmontel mais l'enfant, considéré comme inattentif, est rapidement renvoyé ; il rentre en Espagne. En 1868, le Conservatoire de Madrid le reçoit, mais le jeune Isaac préfère se produire en concert et se livrer à des improvisations devant le public espagnol.
Quatre ans plus tard, alors qu'il n'a que douze ans, le jeune Albéniz quitte son pays natal et parcourt la côte atlantique américaine, de Rio à New York, pendant deux années. À son retour, il entreprend de courtes études au Conservatoire de Leipzig (pour deux mois) puis au Conservatoire de Bruxelles (il est l'élève de François-Auguste Gevaert), où il se fait remarquer par sa mauvaise conduite. Il y reste trois ans, jusqu'en 1879.
Grand voyageur, le jeune Albéniz fait, à Budapest cette fois, la rencontre de Franz Liszt en 1880. À partir de 1883, il se fixe à Barcelone et y épouse une ancienne élève, Rosina Jordana. À partir de cette année-là, le musicien fantasque se consacre pleinement à la composition et à l'éducation de ses quatre enfants.
D'abord installés à Londres, puis attirés par la vie musicale parisienne, les Albéniz se fixent dans la capitale française en 1893. C'est l'occasion pour Isaac de fréquenter des musiciens comme Vincent d'Indy, un des fondateurs de la Schola Cantorum. Albéniz eut pour un temps un poste de professeur dans la célèbre école, mais en 1900 il dut abandonner ce poste à cause de sa santé déficiente. La même année, il fut très affecté par la mort de sa mère.
Isaac Albéniz meurt le 18 mai 1909 d'une maladie rénale, à Cambo-les-Bains.
Il a été décoré de l'ordre de la Légion d'honneur[Quand ?].
Albéniz est l'arrière-grand-père de Cécilia Attias, ex-épouse de l'ancien président de la République française Nicolas Sarkozy, et l'arrière-grand-oncle de l'homme politique espagnol Alberto Ruiz-Gallardón.
Entre 1897 et 1904, il vit au no 49 de la rue Erlanger puis, entre 1906 et 1909, au no 55 de la rue de Boulainvilliers (16e arrondissement de Paris). Des plaques lui rendent hommage.

## Principales œuvres
Isaac Albéniz a composé un grand nombre d'œuvres, dont :

### Musique pour piano
- Iberia (1905-1909), suite de quatre cahiers réunissant chacun trois morceaux et qui selon Olivier Messiaen « représente peut-être le chef d’œuvre de l’écriture pour piano » ;
- Suite espagnole, no 1, op. 47 (1883/94) ;
- Suite espagnole, no 2, op. 97 (1889) ;
- 3 Suites anciennes, op. 54, op. 64 et sans opus ;
- Rapsodia española, op. 70 (1887) ;
- Recuerdos de Viaje, op. 71 (1887), dont la sixième pièce, Rumores de la caleta, est la plus connue ;
- 6 Danses espagnoles ;
- 12 Pièces caractéristiques, op. 92 (1888-1889) ;
- España, op. 165 (1890), suite incluant le Tango en Ré ;
- Sérénade espagnole, op. 181 (1891) ;
- Mallorca, ballade op. 202  (1891) ;
- La Vega (1897) ;
- Chants d'Espagne, op. 232, dont le prélude (inséré par Albéniz lors de la publication) est la célèbre pièce Asturias, sous-titrée par l'éditeur : Leyenda (Légende) ;
- plusieurs Sonates ;
- 2 pièces inachevées : Azulejos (achevée par Granados) et Navarra (achevée par Séverac).

### Musique pour orchestre
- Catalonia
- Concierto fantastico pour piano et orchestre, op. 78

### Opéras
- The Magic Opel, opéra-comique (création à Londres, 19 janvier 1893)
- Henry Clifford, opéra en 3 actes (Barcelone, 8 mai 1895)
- Pepita Jiménez, comédie lyrique (Barcelone, 5 janvier 1896)
- San Antonio de la Florida, zarzuela (Madrid, 26 octobre 1894)
- Merlin, opéra en 3 actes (1897-1902)

## Hommages
- Un poème des Sonetos, de Federico García Lorca, est intitulé Epitafio a Isaac Albéniz
- L' astéroïde (10186) Albéniz est nommé en son honneur[4].